# Praterie e boscaglie montane dell'Etiopia
Le praterie e boscaglie montane dell'Etiopia sono un'ecoregione dell'ecozona afrotropicale, definita dal WWF (codice ecoregione: AT1007), situata in Etiopia ed Eritrea; nell'estremo nord, una sua propaggine giunge fin nel Sudan. Assieme all'ecoregione delle brughiere montane dell'Etiopia forma la regione dell'acrocoro etiopico, inclusa nella lista Global 200 del WWF.

## Territorio
È un'ecoregione di prateria di montagna con un'estensione di 245.400 chilometri quadrati. Occupa l'area compresa tra i 1800 e i 3000 m di quota dell'acrocoro etiopico, in Etiopia ed Eritrea, con due piccole enclaves più a nord, all'estremità meridionale dei monti Itbay, in Eritrea e nel sud-est del Sudan. Ad altitudini inferiori si incontrano le foreste montane dell'Etiopia, e al di sopra dei 3000 le brughiere montane dell'Etiopia.

## Flora
La vegetazione naturale è costituita da fitte foreste nelle zone umide e da praterie e boscaglie in quelle più secche, ma ormai rimane molto poco dell'originaria copertura vegetale. Le zone di boscaglia sono ricche di Podocarpus falcatus e Juniperus procera, generalmente associate ad Hagenia abyssinica. La foresta di Harenna è una foresta umida e fitta di Aningeria e Olea ricoperta da liane ed epifite. Al di sopra dei 2400 m si incontra una zona arbustiva con Hagenia, Schefflera e le lobelie giganti Lobelia  giberroa e Lobelia rhynchopetalum. La foresta sempreverde dei monti Simien, tra 2300 e 2700 m, è dominata da Syzygium guineense, Juniperus procera e Olea africana.

## Fauna

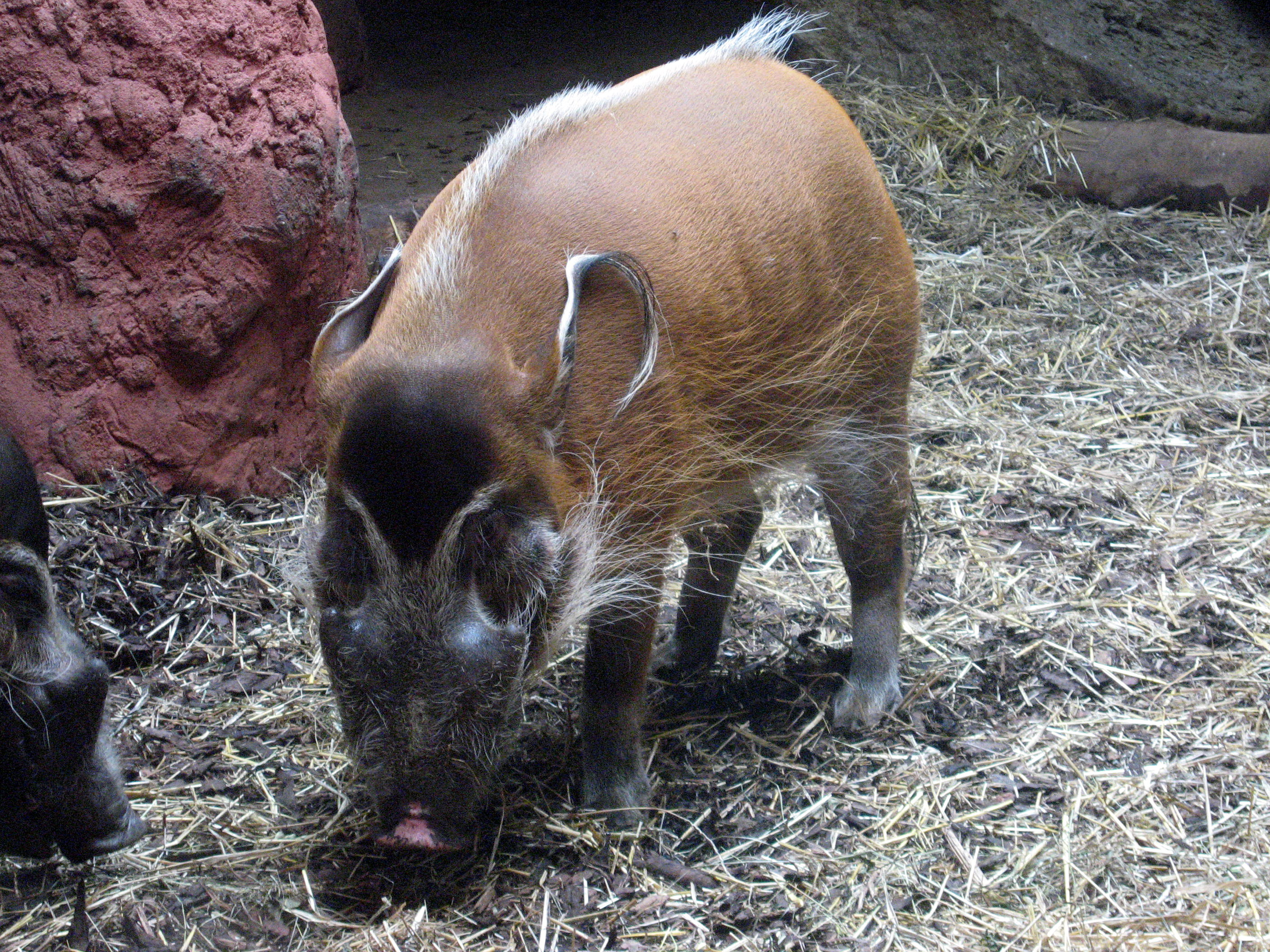
Esemplare di potamochero rosso (Potamochoerus porcus)

La maggior parte della fauna di questa regione presenta adattamenti per fronteggiare il freddo clima di montagna. Tra i mammiferi figurano il gelada (Theropithecus gelada), il nyala di montagna (Tragelaphus buxtoni), il tragelafo di Menelik (Tragelaphus scriptus meneliki) e lo stambecco del Simien (Capra walie), in grave pericolo di estinzione. Nella regione si incontrano inoltre il babbuino verde (Papio anubis), il guereza (Colobus guereza), il lupo africano (Canis lupaster), il leopardo (Panthera pardus), il leone (Panthera leo), la iena maculata (Crocuta crocuta), il caracal (Caracal caracal), il serval (Leptailurus serval), la silvicapra (Sylvicapra grimmia), il potamochero rosso (Potamochoerus porcus) e il cercopiteco grigioverde (Chlorocebus aethiops). Tra gli uccelli, soltanto la pitilia lineata (Pytilia lineata) è endemica.

## Conservazione
L'ecoregione viene considerata in pericolo critico. A causa dell'elevata densità della popolazione umana, la vegetazione naturale, nel corso dei secoli, è stata pian piano sostituita dalle coltivazioni. Resti di vegetazione primigenia intatta sono presenti entro i confini del parco nazionale delle montagne di Bale, ma non godono della protezione adeguata.